# Cartea Neagră

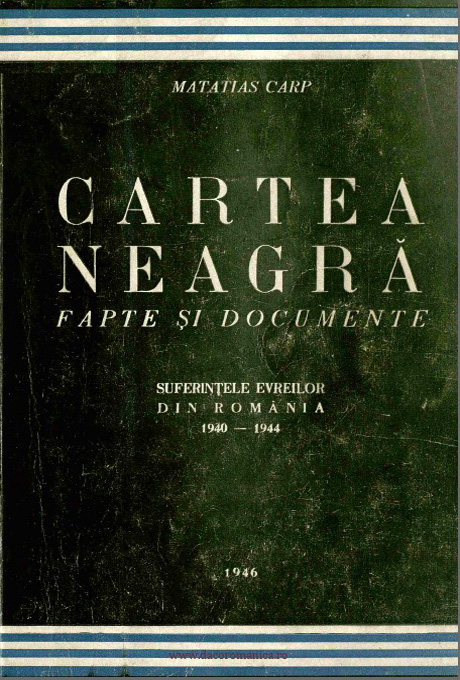
Cartea Neagră

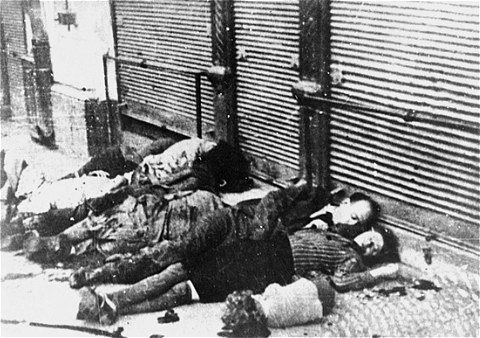
Evrei asasinați pe strada Vasile Conta din Iași în timpul pogromului din 1941. Fotografia apare în volumul II al Cărții Negre

Cartea Neagră - Suferințele evreilor din România 1940 - 1944, este numele unei cărți documentare, trilogie, scrisă de avocatul Matatias Carp, secretar general al Federației Uniunilor de Comunități evreiești din România la începutul războiului mondial, și publicată prima dată în România, în anii 1946-1948.  În anul 1996 cartea a reapărut în Editura Diogene, care aparține Fundației Clubul UNESCO - societate și cultură.
Cartea a apărut treptat, în trei volume, primul volum e denumit "Legionarii și rebeliunea", al doilea e denumit "Guvernul Antonescu și războiul", al treilea e denumit "Tragedia Transnistriană" și al patrulea volum, care fusese proiectat de autor, dar n-a mai apucat să-l scrie, era denumit "Ardealul de Nord".
În prefața primei edituri autorul, avocatul Matatias Carp, a declarat că toate afirmațiile cuprinse în carte au fost controlate, verificate și se sprijină pe dovezi care cuprind declarații, mărturii, comunicate oficiale, ordine oficiale, copii textuale sau fotocopii semnate de toată ierarhia administrativă, fotografii și diverse documente, ordonanțe, publicații, telegrame, acte de vânzare, declarații de sinucidere, sentințe judecătorești și rapoarte de anchetă. Jafurile și crimele legionarilor dinainte de rebeliune au fost anchetate de doi avocați creștini, jafurile și crimele legionarilor din perioada rebeliunii au fost constatate de o comisie compusă din vreo 30 avocați evrei. Carp intenționase să publice în volumele cărții toată documentația ei, dar pentru ca să realizeze asta ar fi trebuit să publice mai mult de zece volume, așa că a fost nevoit să publice o cantitate mai mică de documente.
A doua ediție a apărut în 1996, îngrijită de Lya Benjamin și redactată de Ion Ionescu. Lya Benjamin scrie în prefața ei: "Documentele cuprinse în cele trei volume ale lucrării de față au fost confruntate și identificate cu sursele arhivistice corespunzătoare. Cu acest prilej s-a constatat că în reproducerea lor s-a respectat izvorul original, fiind caz unic eroarea de tipul celeia în care o declarație a lui Mihai Antonescu făcută în Consiliul de Miniștri din 8 iulie 1941, i-a fost atribuită lui Ion Antonescu. O dovadă a scrupulozității autorului este că menționează în nota de subsol documentele pe care nu le-a putut confrunta cu originalul."